# Pseuderipternus brevicauda
Pseuderipternus brevicauda là một loài tò vò trong họ Ichneumonidae.